# Herod Agryppa II
     Rzymska prowincja Judea
     Dzielnica Heroda Agryppy II

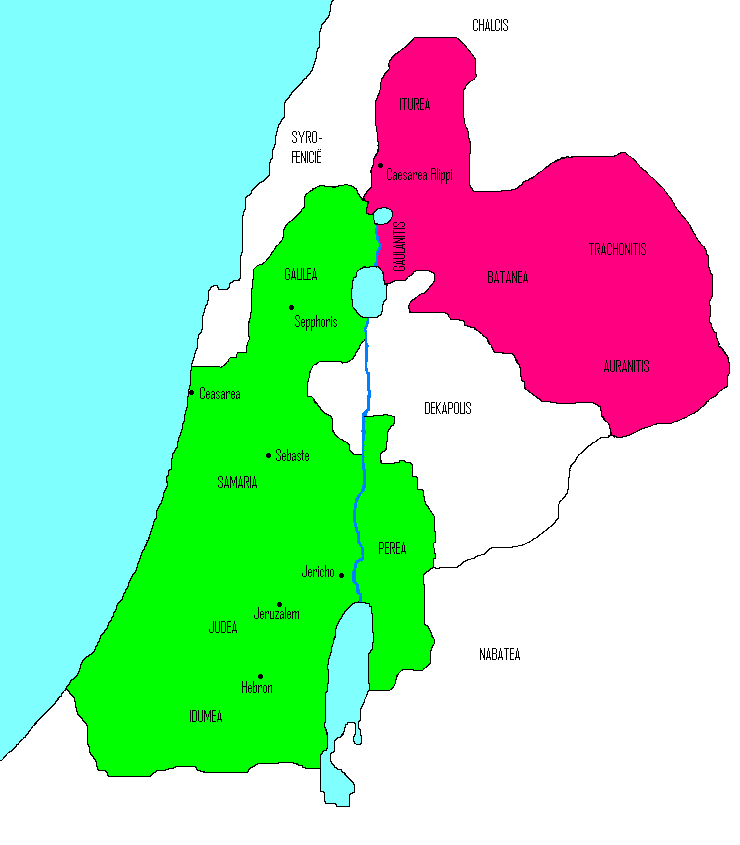
Rzymska prowincja Judea
Dzielnica Heroda Agryppy II

Herod Agryppa II (ur. ok. 27 w Rzymie, zm. 92/93 lub 99/100 w Rzymie) – tetrarcha Chalkis w latach 49-53, Batanei, Gaulanitydy, Trachonu i Paneas od 53. Syn Heroda Agryppy I, po śmierci ojca w 44 roku z racji młodego wieku nie odziedziczył jego królestwa. Później jednak otrzymał nadania od cesarzy rzymskich Klaudiusza i Nerona. W okresie wojny żydowskiej zajmował stanowisko prorzymskie. Oskarżany o kazirodczy związek ze swoją siostrą Bereniką.

## Wywód genealogiczny
| 4. Arystobul I |  |                    |  |  |                     |
|                |  | 2. Herod Agryppa I |  |  |                     |
| 5. Berenika I  |  |                    |  |  |                     |
|                |  |                    |  |  | 1. Herod Agryppa II |
| 6. Fazael II   |  |                    |  |  |                     |
|                |  | 3. Kypros III      |  |  |                     |
| 7. Salampsio   |  |                    |  |  |                     |
|                |  |                    |  |  |                     |

## Życiorys
Był prawnukiem, zarówno po mieczu jak i kądzieli, Heroda Wielkiego. Urodził się jako syn Heroda Agryppy I i jego żony Kypros. Wychowywał się w Rzymie i jako obywatel rzymski nosił imię Marek Juliusz Agryppa.
W 44 roku zmarł jego ojciec. Herod Agryppa II miał wtedy 17 lat. Cesarz Klaudiusz nie zdecydował się przekazać mu posiadłości Agryppy I, ale oddał ją pod bezpośredni zarząd rzymskiego namiestnika. Pierwszym prokuratorem Judei został Kuspiusz Fadus.
W 48 roku, po śmierci swojego stryja, Heroda z Chalkis, otrzymał od cesarza Klaudiusza jego królestwo, a także prawo nadzoru nad Świątynią Jerozolimską.
W 53 roku Klaudiusz podarował mu dawną tetrarchię Filipa (Bataneę, Gaulanitydę, Trachon i Paneas), odbierając mu jednocześnie Chalkis, a niedługo potem Neron dorzucił okręg Tyberiady w Galilei oraz okręgi Tarichae i Julias w Perei.
Krótko po zamianie królestw Herod Agryppa II wydał swoją siostrę Druzyllę za Aziza, króla Emesy.
Agryppa II odrestaurował Beryt (Bejrut), wydawał coroczne igrzyska w tamtejszym teatrze.
Stało się to zanim on i jego siostra Berenika, zgodnie z Nowym Testamentem, wysłuchali procesu Pawła z Tarsu w Cezarei Nadmorskiej (Dzieje Apostolskie 26) w 59 roku.
W 59 roku pozbawił urzędu arcykapłana Ananiasza II i mianował na jego miejsce Izmaela, syna Fabiego. W rok później na miejsce Izmaela powołał Józefa Kabiego, następnie w 61 Annasza Młodszego, w 62 Jezusa syna Damnajosa, wreszcie w 63 Jezusa syna Gamaliela.
W maju 66 roku udał się do Egiptu, aby złożył gratulacje nowemu prefektowi Tyberiuszowi Juliuszowi Aleksandrowi z powodu objęcia urzędu.
Podczas wojny żydowskiej (66–71) zajął stanowisko prorzymskie, za co otrzymał kolejne ziemie w Libanie.
W 75 roku cesarz Wespazjan mianował go pretorem.
Zmarł w 92/93 lub 99/100 roku.